# Alice Duer Miller
Alice Duer Miller (Nueva York, Estados Unidos, 28 de junio de 1874-ídem, 22 de agosto de 1942) fue una escritora estadounidense cuya obra poética influyó a la opinión política. Sus versos feministas causaron impacto entre las sufragistas, y su obra The White Cliffs (en español, Los acantilados blancos) animó al gobierno a entrar en la Segunda Guerra Mundial.
Otra de sus obras, Gowns by Roberta, fue llevada a los musicales de Broadway en 1933 con el título de Roberta, y dos años después se realizó una película del mismo nombre.